# Abel Matutes (Schiff)
Die Abel Matutes ist ein 2010 in Dienst gestelltes Fährschiff der spanischen Reederei Balearia. Sie wird auf der Strecke von Barcelona nach Alcúdia sowie von Alcúdia nach Ciutadella eingesetzt.

## Geschichte
Die Abel Matutes entstand unter der Baunummer 1661 bei Lisnave in Setúbal. Am 12. Dezember 2009 wurde das Schiff zur Ausrüstung in die Werft von Astillero Barreras nach Vigo geschleppt. Die Ablieferung an Balearia erfolgte am 23. April 2010. Am 2. Mai 2010 nahm die Abel Matutes den Fährbetrieb zwischen Valencia, Palma und Barcelona auf. Das Schiff ist nach dem spanischen Unternehmer und Politiker Abel Matutes benannt.
Die Abel Matutes war bei ihrer Indienststellung das größte und modernste Schiff in der Flotte von Balearia. Sie verfügt unter anderem über mehrere Lounges, Bars, Aufenthaltsräume und Einkaufsmöglichkeiten. Die normale Auslastung der Fähre beträgt 850 Personen, die maximale Kapazität 900 Personen. Die Abel Matutes verfügt über private Kabinen für bis zu 364 Personen. Seit einem Umbau 2019 kann das Schiff auch mit Flüssigerdgas (LNG) betrieben werden.
Die Abel Matutes wird derzeit (Stand Mai 2024) auf zwei Routen eingesetzt: Von Barcelona nach Alcúdia auf Mallorca sowie von Alcúdia nach Ciutadella auf Menorca.